# 朱里夫卡河
朱里夫卡河（烏克蘭語：Журівка），是烏克蘭的河流，位於該國西南部，屬於季利古爾河的右支流，發源自新謝利夫卡，流經敖德薩州，河道全長63公里，流域面積709平方公里。